# Matylda (film 1996)
Matylda (ang. Matilda) – amerykańska komedia familijna z 1996 roku, wyprodukowana i wyreżyserowana przez Danny’ego DeVito, oparty na kanwie powieści Roalda Dahla pod tym samym tytułem. Film uzyskał szereg wyróżnień, w tym nominacje do Nagrody Młodych Artystów i Saturna.

## Fabuła
6-letnia Matylda Piołun od najmłodszych lat jest bardzo inteligentną dziewczynką i całkowitym przeciwieństwem swoich głupich i antypatycznych rodziców, Henryka i Zinii, którzy nie widzą w niej potencjału. Oni i jej starszy brat 12-letni Michał traktują ją jak piąte koło u wozu. Zabraniają jej czytać, gdyż sami tego nie cierpią i zamiast tego ubóstwiają telewizję. Matylda potajemnie chodzi do biblioteki. Zostaje molem książkowym znajdującym ukojenie w książkach. Psoci w domu mszcząc się za złe traktowanie. Na szczęście rodzice w swej głupocie nie dostrzegają działań córki. Jednego wieczoru wściekli każą Matyldzie oglądać bezmyślny teleturniej. Matylda gniewa się do tego stopnia, że mentalnie niszczy telewizor ku przerażeniu rodziny jak i swemu zaskoczeniu.
Henryk jest handlarzem używanymi samochodami po zawyżonych cenach, który oszukuje klientów. Jednym z nich jest Agata Pałka, dawna olimpijka w rzucie kulą i młotem, a obecnie dyrektorka szkoły podstawowej do której posłano Matyldę jako zapłatę za samochód. Matylda, która od dawna marzyła o pójściu do szkoły jest szczęśliwa, ale szybko odkrywa, Pałka traktuje uczniów jak śmieci, zabraniając wszystkiego co sprawia radość. Rodzice nie wierzą dzieciom, ponieważ kary zadawane przez Pałkę są tak okrutne, że aż absurdalne. Wychowawczynią Matyldy jest Winia Miodek będąca przeciwieństwem prostackiej i sadystycznej dyrektorki. Dostrzegając jej intelekt, chce posłać Matyldę do klasy dla starszych dzieci z racji jej inteligencji, ale wszyscy to torpedują.
Henryka obserwuje się FBI, ponieważ ten skupuje kradzione rzeczy samochodowe, jednak ignoruje ostrzeżenia Matyldy. Tymczasem Pałka odkrywszy, że samochód od Henryka jest wadliwy, w zemście zamyka Matyldę w Dusidle, wąskim pomieszczeniu wypełnionymi szkłem i kolcami. Podczas inspekcji dyrektorki, przyjaciółka Matyldy, Lawenda, wkłada znaleźną traszkę do dzbanka z wodą. Pałka odkrywszy w swej szklance traszkę oskarża o to Matyldę, która mocą umysłu przewraca szklankę, rzucając traszkę na dyrektorkę. Matylda zaprzyjaźnia się z panią Miodek i z czasem nauczycielka zdradza jej swój sekret jakim jest trudna relacja i pokrewieństwo z szefową. Gdy pani Miodek miała dwa lata, jej ojciec Magnus poprosił przyrodnią siostrę zmarłej żony, Pałkę, aby prowadziła dom. Trzy lata później Magnus zmarł, popełniając samobójstwo, a Pałka źle traktująca Winię została jej prawnym opiekunem.
Matylda i Miodek zakradają się do domu Pałki, aby zabrać część rzeczy, ale ciotka wraca niespodziewanie i udaje im się cudem uciec niespostrzeżonym. Matylda nie wierzy, że Magnus sam się zabił. Powoli Matylda odkrywa, że im bardziej na kogoś się gniewa, tym bardziej wzrastają jej zdolności telekinetyczne. Niedługo potem  spławia panoszących się agentów FBI wykazując im przekraczanie uprawnień, a także trenuje swoją telekinezę. Później, jest w stanie spontanicznie jej użyć. Wróciwszy pod dom Pałki, sprytem i telekinezą Matylda odzyskuje to z czego Pałka obrabowała Miodek. Wykorzystując fakt, że Pałka jest bardzo przesądna, telekinetycznie udaje mściwego ducha Magnusa. Pałka jednak znajduje jej zgubioną wstążkę do włosów. Następnego dnia Pałka odwiedza klasę pani Miodek i żąda, aby Matylda się przyznała że weszła do jej domu bez pozwolenia, grożąc zamknięciem jej na stałe.
Obmyślając wcześniej plan działania, Matylda telekinetycznie pisze wiadomość na tablicy jako rzekomy duch Magnusa, który oskarża Pałkę o zamordowanie go i żąda o zwrócenie jego córce majątku oraz opuszczenie miasta, inaczej ją zabije. Pałka wpada w przerażenie i wściekle atakuje uczniów, ale Matylda ich potajemnie chroni. Uczniowie znajdują w sobie odwagę i przeganiają Pałkę ze szkoły na dobre. Od tej pory słuch o Pałce ginie. Miodek zostaje nową dyrektorką szkoły i wraca do rodzinnego domu. Ścigany przez policję Henryk planuje uciec z rodziną do Guamu, Matylda jednak odmawia pojechać z nimi. Ostatecznie rodzice zgadzają się zrzec praw rodzicielskich na rzecz Miodek. Od tej pory Matylda i Miodek są szczęśliwe mając to, czego pragnęły całe życie – przytulny dom i kochającą rodzinę.

## Obsada
- Mara Wilson – Matylda Piołun
  - Katelyn Rosen – nowonarodzona Matylda
  - Zoey Rosen – nowonarodzona Matylda
  - Kayla Fredericks – 9-miesięczna Matylda
  - Kelsey Fredericks – 9-miesięczna Matylda
  - Amanda Fein – 2-letnia Matylda
  - Caitlin Fein – 2-letnia Matylda
  - Sara Magdalin – 4-letnia Matylda
- Embeth Davidtz – Winia Miodek
  - Amanda Summers – 2-letnia Miodek
  - Kristyn Summers – 2-letnia Miodek
  - Phoebe Garcia-Pearl – 5-letnia Miodek
- Pam Ferris – Agata Pałka
- Danny DeVito –
  - Henryk Piołun,
  - narrator (głos)
- Rhea Perlman – Zinnia Piołun
- Brian Levinson – Michał Piołun
  - Nicholas Cox – 6-letni Michał
- Paul Reubens – agent FBI Bob
- Tracey Walter – agent FBI Bill
- Kiami Davael – Lawenda
- Kira Spencer Hesser – Hortensja
- Jacqueline Steiger – Amanda Mszyca
- Jimmy Karz – Brzuś Truchcik
- Jean Speegle Howard – pani Phelps
- Marion Dugan – szkolna kucharka
- Mark Watson – Magnus Miodek
- Leor Livneh Hackel – Julek
- Jon Lovitz – gospodarz teleturnieju

## Wersja polska[2]
Wersja polska: Master Film

Reżyser: Maria Horodecka

- Anna Kowal – Matylda Piołun
- Barbara Bursztynowicz – Winia Miodek
- Teresa Lipowska – Agata Pałka
- Adam Ferency –
  - Henryk Piołun,
  - narrator
- Mirosława Nyckowska – Zinnia Piołun
- Grzegorz Drojewski – Michał Piołun
- Jan Kulczycki – agent Bob
- Włodzimierz Bednarski – agent Bill
- Agnieszka Matynia – Lawenda
- Aleksandra Rojewska – Hortensja
- Aleksandra Malska – Amanda Mszyca
- Jacek Wolszczak – Brzuś Truchcik
- Miriam Aleksandrowicz –
  - pani Phelps
  - szkolna kucharka
- Zbigniew Suszyński – gospodarz teleturnieju